# Karla Dolínková
Karla Dolínková (8. června 1895 Praha – 21. května 1977 Praha) byla česká spisovatelka.

## Životopis
Její manžel byl nakladatel Miloslav Dolínek. Měli spolu dceru Doubravu. Ve třicátých letech se přejmenovali na Dolénkovi.
Karla byla spisovatelka, prozaička, která psala i pro děti. V Praze II, bydlela na adrese Vladislavova 10.

## Dílo

### Próza
- Maminka Ťokťok a její děti: povídka jara a léta – obrázky a obálka od Ondřeje Sekory. Praha: Helios, 1929
- V pasti: román – Praha: Helios 1931
- Šáňa a Rolf románek pro děti – Praha: Kruh, 1936
- Moje rodná ...: román vesnice – Praha: Josef Richard Vilímek, 1942
- Kouzelné pohádky: pro nejmenší – ilustrace Miloš Endler. Třebechovice pod Orebem: Antonín Dědourek, 1943
- Romance: román – Třebechovice p. O.: A. Dědourek, 1943
- Panenská země: román – Praha: J. R. Vilíjmek, 1946
- Předjaří – obálka a 30 perokreseb Ludmily Rambouské. Praha: J. R. Vilímek, 1947
- Rozpustilá pohádka – obálku a obrázky nakreslil Josef Bidlo. Praha: SNDK, 1950